# بنتي كوسكينين
بنتي كوسكينين هو غطاس وسياسي فنلندي، ولد في 24 يوليو 1943 في يوفاسكولا في فنلندا. في 2017 Jämsä municipal election ‏، انتخب عضو مجلس بلدية ‏ وفي 2012 Jämsä municipal election ‏، انتخب عضو مجلس بلدية ‏.

## وصلات خارجية
- بنتي كوسكينين على موقع الاتحاد الدولي للسباحة (الإنجليزية)
- بنتي كوسكينين على موقع اللجنة الأولمبية الدولية (الإنجليزية)
- بنتي كوسكينين على موقع أوليمبيديا (الإنجليزية)